# Cuitelão
O cuitelão (Jacamaralcyon tridactyla) é uma espécie de ave da ordem Galbuliformes, que integra a família Galbulidae. Endêmica do Brasil, é encontrada às margens de rios, capoeiras e matas. Possui cerca de 18 cm e vive em pequenos grupos. Também é conhecida como bico-de-agulha e bicudo.

## Taxonomia e etimologia
O cuitelão é uma das 18 espécies da família Galbulidae. Está no gênero monotípico Jacamaralcyon, e não possui subespécies. Quando o descreveu pela primeira vez em 1807, o naturalista francês François Levaillant chamou a espécie de "jacamaralcion", uma combinação das palavras "jacamar" e "alcyon" - esta última uma forma da palavra "halcyon", que significa "guarda-rios". O ornitólogo francês Louis Jean Pierre Vieillot atribuiu-o ao grande gênero Galbula quando estabeleceu um nome científico em 1817, batizando-o de Galbula tridactyla. Em 1830, o ornitólogo francês René Primevère Lesson criou o gênero Jacamaralcyon, separando-o de outras espécies de com base em sua estrutura incomum de pé; o nome do gênero é uma referência ao nome comum anterior de Levaillant. O nome tridactyla é uma combinação das palavras gregas tri, que significa "três", e dactulos, que significa "dedos do pé".

## Descrição
Como todos os membros de sua família, possui pernas curtas e asas curtas. Empoleira-se ereto, com a cauda para baixo e o bico longo e pontiagudo voltado para cima. É uma ave de tamanho médio, medindo 18 cm (7,1 pol) de comprimento e pesando entre 17,4 and 19,3 g (0,61 and 0,68 oz); as fêmeas são, em média, mais pesadas que os machos. Os sexos têm plumagens semelhantes: preto em ardósia com um brilho verde-bronzeado acima e um pouco mais pálido abaixo. O ventre e o centro do peito são brancos. O adulto tem o gorro cinza-acastanhado e a garganta preta, e o gorro, o queixo e os lados da cabeça são finamente marcados com estrias fúlvas claras. Seu bico é preto e seus pés são cinza.
Ao contrário de outros membros de sua família, possui três dedos em vez de quatro. Seus pequenos pés zigodáctilos estão sem um dedo do pé traseiro, e os dois dedos da frente estão fundidos na base.

## Habitat e abrangência
Endêmico do sudeste do Brasil, é encontrado em partes mais secas da Mata Atlântica. Atualmente está restrito aos estados do Rio de Janeiro (principalmente no vale do Paraíba do Sul) e leste de Minas Gerais, embora também existisse anteriormente nos estados do Espírito Santo, São Paulo e Paraná. Embora geralmente seja encontrado em florestas intactas, pode sobreviver em áreas mais degradadas, como plantações, desde que persista uma camada de sub-bosque nativa. Existem algumas evidências de que está associado a riachos, pois necessita de bancos de terra para se aninhar; também usa bancos criados por cortes de estradas. É amplamente sedentária, embora os jovens se dispersem após a emplumação e os adultos às vezes se movam por curtas distâncias

## Comportamento

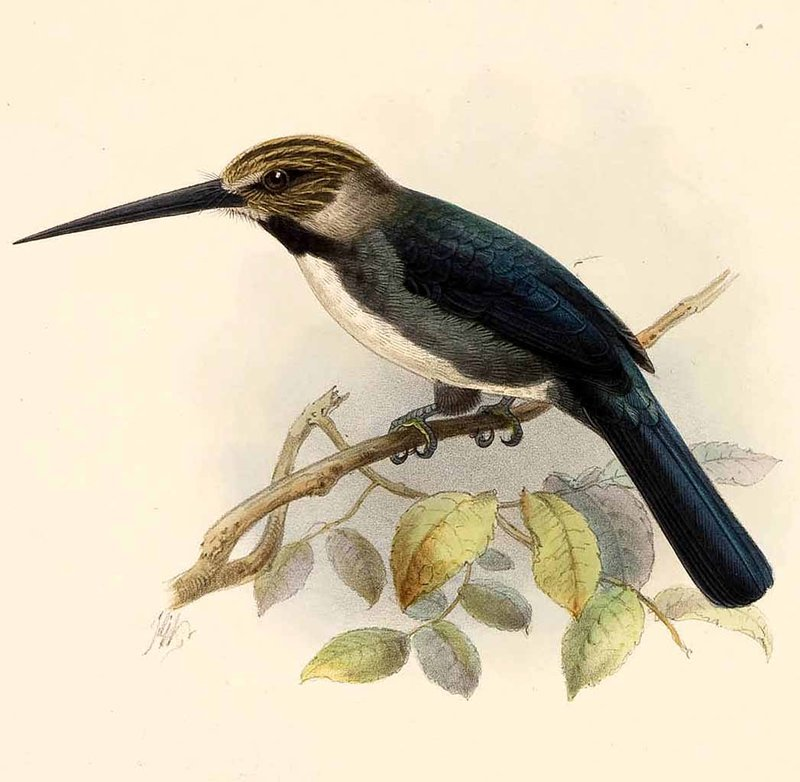
Ilustração de um cuitelão

Embora costume nidificar de forma comunitária, a espécie é geralmente encontrada sozinha ou em casais. Às vezes se junta a bandos de espécies mistas.

### Dieta
É um insetívoro. Alimenta-se preferencialmente de pequenas mariposas e borboletas de cores crípticas e de himenópteros, mas também consome moscas, libélulas, besouros, Hemiptera e cupins. Caça a partir de um poleiro aberto no sub-bosque da floresta ou ao longo da borda da floresta, saltando atrás de uma presa que frequentemente bate em um galho; isso serve para atordoar o inseto e remover qualquer ferrão ou veneno, assim como as asas.

### Reprodução
A espécie se reproduzem durante a estação chuvosa no Brasil, com vocalizações e outros comportamentos de galanteio aumentando entre setembro e fevereiro. Durante o galanteio, os machos rivais sentam-se lado a lado em um galho, batendo as asas e balançando as caudas enquanto cantam. Os territórios são defendidos vocalmente, com os rivais raramente recorrendo ao confronto físico. A espécie escava um ninho em uma toca, usando um pé de cada vez para cavar em um banco de terra; evidências sugerem que a fêmea pode fazer a maior parte ou toda a escavação do ninho. As tocas têm 6 cm de largura e 6–9 cm de altura e podem se estender até 72 cm para dentro da margem. A espécie tende a nidificar colonialmente. TA fêmea põe 2–4 ovos.

### Canto
O canto do cuitelão é uma série estridente de assobios curtos e ascendentes, que duram cerca de 20 segundos. Ao contrário da maioria dos jacamars, que normalmente cantam sozinhos, os machos desta espécie tendem a cantar em grupos de 2–6.

## Conservação e ameaças
O cuitelão é uma espécie em perigo; a perda de habitat e a degradação de habitat contribuíram significativamente para seu declínio acentuado e agora é classificado como uma "espécie quase ameaçada" pela União Internacional para a Conservação da Natureza (IUCN). Sua população total é estimada em 1.300-5.400 indivíduos, que sobrevivem em pequenos e amplamente dispersos bolsões de habitat em todo o sudeste do Brasil e no sul da Bahia.

## Referência
1. ↑  «Jacamaralcyon tridactyla». BirdLife International. 2020. Consultado em 17 de julho de 2021
2. ↑  «Comportamento alimentar e social de Jacamaralcyon tridactyla (Piciformes: Galbulidae)». Biblioteca Virtual da FAPESP. 2021. Consultado em 17 de julho de 2021
3. 1 2 3 4 5 6  Sharpe, Richard Bowdler, ed. (1891). Catalog of the Birds in the British Museum. 19. London, UK: The British Museum. pp. 174–5
4. ↑  Paixão, Paulo (Verão de 2021). «Os Nomes Portugueses das Aves de Todo o Mundo» (PDF) 2.ª ed. A Folha — Boletim da língua portuguesa nas instituições europeias. ISSN 1830-7809. Consultado em 5 de abril de 2024. Cópia arquivada (PDF) em 23 de abril de 2022
5. ↑  «Os Nomes Portugueses das Aves do Mundo» (PDF). europa.eu. 20 de junho de 2021. Consultado em 12 de julho de 2023
6. ↑  «Ação humana deteriora ambientes e ameaça aves endêmicas». Universidade Federal de Minas Gerais. 10 de dezembro de 2020. Consultado em 17 de julho de 2021
7. 1 2  «PÁSSAROS E AVES DA FAMÍLIA GALBULIDAE». Klima Naturali. 2021. Consultado em 17 de julho de 2021
8. ↑  Marcos Pivetta (Março de 2014). «Asas da mata atlântica». Pesquisa FAPESP. Consultado em 17 de julho de 2021
9. ↑  «Cuitelão». Michaelis. 2021. Consultado em 17 de julho de 2021
10. ↑  «ITIS Report: Jacamaralcyon». Integrated Taxonomic Information System. Consultado em 9 de setembro de 2015
11. ↑  «ITIS Report: Jacamaralcyon tridactyla». Integrated Taxonomic Information System. Consultado em 9 de setembro de 2015
12. 1 2 3  Jobling, James A. (2010). The Helm Dictionary of Scientific Names. London, UK: Christopher Helm. pp. 210, 390. ISBN 978-1-4081-2501-4
13. ↑  Chenu, Jean Charles; des Murs, O. (1860). Encyclopédie d'histoire naturelle ou Traité complet de cette science, d'après les travaux des naturalistes les plus éminents de tous les pays et de toutes les époques: Oiseaux (em francês). Paris, France: Marescq. p. 38
14. 1 2 3 4 5 6 7 8 9 10  Harris, Tim, ed. (2009). National Geographic Complete Birds of the World. Washington, DC, US: National Geographic Society. pp. 185–6. ISBN 978-1-4262-0403-6
15. 1 2 3 4  «BirdLife Species Factsheet: Three-toed Jacamar (Jacamaralcyon tridactyla)». BirdLife International. Consultado em 9 de setembro de 2015
16. ↑  Dunning Jr., John B. (2008). CRC Handbook of Avian Body Masses 2nd ed. Boca Raton, FL, US: CRC Press. p. 224. ISBN 978-1-4200-6445-2
17. ↑  «Cuitelão constrói ninho comunitário durante o período de reprodução». G1. 20 de março de 2017. Consultado em 17 de julho de 2021
18. 1 2 3 4  Silveira, Luís Fábio; Nobre, Henrique Rocha (1998). «New records of Three-toed Jacamar, Jacamaralcyon tridactyla, in Minas Gerais, Brazil, with some notes on its biology» (PDF). Cotinga. 9: 47–51. ISSN 1353-985X. Consultado em 19 de novembro de 2020